# Ардизас
Ардиза́с (фр. Ardizas) — коммуна во Франции, находится в регионе Юг — Пиренеи. Департамент — Жер. Входит в состав кантона Колонь. Округ коммуны — Ош.
Код INSEE коммуны — 32007.

## География
Коммуна расположена приблизительно в 580 км к югу от Парижа, в 38 км западнее Тулузы, в 35 км к востоку от Оша.
На востоке коммуны протекает река Лорак (фр. Laurac).

## Климат
Климат умеренно-океанический. Лето жаркое и немного дождливое, температура часто превышает 35 °С. Зимой часто бывает отрицательная температура и ночные заморозки. Годовое количество осадков — 700—900 мм.

## Население
Население коммуны на 2010 год составляло 198 человек.
| 1962 | 1968 | 1975 | 1982 | 1990 | 1999 | 2010 |
| ---- | ---- | ---- | ---- | ---- | ---- | ---- |
| 147  | 106  | 92   | 120  | 127  | 122  | 198  |

## Администрация
| Период | Период | Фамилия       | Партия        | Примечания |
| ------ | ------ | ------------- | ------------- | ---------- |
| 2001   | 2014   | Роже Лагард   | Разные правые |            |
| 2014   | 2020   | Мишель Лаффит |               |            |

## Экономика
В 2010 году среди 139 человек трудоспособного возраста (15-64 лет) 100 были экономически активными, 39 — неактивными (показатель активности — 71,9 %, в 1999 году было 74,6 %). Из 100 активных жителей работали 93 человека (45 мужчин и 48 женщин), безработных было 7 (4 мужчины и 3 женщины). Среди 39 неактивных 13 человек были учениками или студентами, 16 — пенсионерами, 10 были неактивными по другим причинам.

## Достопримечательности
- Готическая церковь Св. Лупа (реставрирована в XIX веке)